# Хатори Ханзо
Хатори Ханзо(на японски: 服部 半蔵), известен също като Хаттори Масанари (на японски: 服部 正成), а също така с прозвището Дявола Ханзо е самурай и пълководец от епохата Сенгоку Дзидай, глава на рода нинджа от провинция Ига. В много съвременни произведения, е изобразяван като най-старшия нинджа.
Наследствен васал на рода Мацудайра, впоследствие известен като род Токугава. Служи на Токугава Иеясу във войната за установяване на шогуната.
В битките е изключително свиреп, което му носи прозвището „Дявола Хандзо“ (на японски: 鬼半蔵).